# Yosuga no Sora
Yosuga no Sora (ヨスガノソラ) là một visual novel bi kịch/lãng mạn dành cho người lớn được phát triển bởi công ty phần mềm Sphere. Trò chơi ban đầu được phát hành chỉ dành cho hệ máy Windows vào ngày 5 tháng 12 năm 2008. Loạt manga chuyển thể từ visual novel được đăng thường kỳ trên tạp chí Comp Ace của Kadokawa Shoten từ ngày 26 tháng 5 năm 2010; một series anime chuyển thể dài 12 tập đã ra mắt ngày 4 tháng 10 năm 2010 do xưởng phin feel. sản xuất. Một phần tiếp theo/phục vụ người hâm mộ mang tên Haruka na Sora đã phát hành sau đó vào ngày 24 tháng 10 năm 2009, đĩa này mở rộng ra thêm một số thông tin về các nhân vật chính từ trò chơi gốc.

## Cốt truyện
Sau khi bố mẹ qua đời vì tai nạn, cặp song sinh nhà Kasugano là anh trai Haruka và em gái Sora chuyển đến sống ở một vùng quê thanh bình trong căn nhà mà ông bà ngoại để lại với hy vọng hàn gắn lại cuộc sống đã tan vỡ. Hai linh hồn cô độc này có nhiều nét tương đồng về vẻ bề ngoài nhưng bên trong họ lại khác biệt nhau, họ không nhận thức được những thách thức đến từ những mâu thuẫn ngoài mong đợi có thể xảy ra trong những ngày sắp tới. Không chắc chắn về tương lai, Haruka bám víu vào ký ức của quá khứ với hy vọng có thể tìm thấy được sức mạnh cậu cần để bảo vệ người em gái ốm yếu của mình. Trò chơi có tổng cộng bốn câu truyện khác nhau tùy vào lựa chọn của người chơi.

## Nhân vật

### Nhân vật chính
Kasugano Haruka (春日野 悠)
Lồng tiếng bởi: Shimono Hiro (anime, thiếu niên), Matsumoto Megumi (anime, trẻ em)
Nhân vật chính của bộ truyện với vẻ ngoài dịu dàng và dáng người mảnh khảnh, Haruka là hình ảnh phản chiếu của em gái sinh đôi với mình, Sora. Với tính tình hòa nhã và chân thành, cậu là một người rất dễ kết thân. Haruka đối diện với sự thiếu vắng cha mẹ bằng một trái tim kiên định, đầy trọng trách của người anh để trở thành chỗ dựa cho người em gái. Cậu không biết bơi. Haruka được dân làng tôn trọng vì bà của họ đã từng là một bác sĩ ở đó. Trò chơi thể hiện các tuyến cốt truyện trong đó Haruka có mối quan hệ tình cảm và thậm chí là quan hệ tình dục với nữ chính ở những câu chuyện khác nhau. Nếu tuyến của Sora được chọn, cậu sẽ nhận ra rằng cậu đã phải lòng Sora và họ bước vào tình yêu trái cấm. Tuy nhiên, sau khi bị Nao và Kozue bắt gặp, cậu đã cố gắng chấm dứt mối quan hệ này nhưng sau cùng quyết định rằng ở bên cạnh với Sora mới là điều quan trọng nhất với cậu và họ cùng nhau bỏ trốn.
Kasugano Sora (春日野 穹)
Lồng tiếng bởi: Taguchi Hiroko (nghệ danh khi lồng tiếng cho game là "Shiranami Haruka"), anime)
Cô là một cô gái trầm tính, mong manh và ẩn dật và là em gái sinh đôi với nhân vật chính. Thể chất yếu ớt từ lúc lọt lòng, Sora đã không thể sống một cách tự lập như bao người khác. Tuy nhiên, ẩn đằng sau vẻ ngoài như búp bê thiên thần của Sora là nội tâm phức tạp dễ bị chi phối cảm xúc, cô bị thiếu hụt về thể chất, trí tuệ và thiếu trầm trọng những kĩ năng xã hội. Cô dành phần lớn thời gian để lướt Internet và ăn khoai tây chiên và thức ăn nhanh, chỉ cần có Haruka ở bên cạnh. Mối quan hệ bền chặt của cô với anh trai càng trở nên khăng khít hơn khi bố mẹ qua đời, khiến cô nàng luôn mơ mộng về chuyện loạn luân và luôn cố gắng quyến rũ cậu hoặc ít nhất là để cậu dành nhiều thời gian hơn cho cô. Cô ghét Nao, mặc dù điều đó có nghĩa rằng họ đã từng là bạn tốt. Cô thường được nhìn thấy đang ôm một con thỏ nhồi bông, món quà mà cô nhận được từ mẹ trước khi bà qua đời.
Yorihime Nao (依媛 奈緒)
Lồng tiếng bởi: Inokuchi Yuka (trò chơi (được ghi là "Kimura Ayaka"), anime)
Xinh đẹp, thông minh và là một vận động viên bơi lội xuất sắc, Nao là hàng xóm và người bạn thời thơ ấu của Haruka, lớn hơn Haruka một tuổi. Khi cặp song sinh Kasugano đến thăm khu vực này lần cuối, sự ra đi của họ đặc biệt đau đớn đối với Nao. Vì một lý do nào đó mà cô đã khá thân thiết với Haruka, cô đã từng hiếp dâm cậu khi còn bé và cảm thấy tội lỗi. Khi họ trở về, cô nhen nhóm mối quan hệ thân thiết trước đây với họ. Lòng trắc ẩn và sự trưởng thành của Nao mang đến cảm giác người chị gái đối với người khác, mặc dù đối với Haruka có một cảm giác sâu sắc hơn. Cô kết thúc mối quan hệ với Haruka sau khi bắt gặp cặp song sinh làm tình. Cô trở nên lãnh đạm và buồn bã sau khi họ rời khỏi làng một lần nữa.
Amatsume Akira (天女目 瑛)
Lồng tiếng bởi: Tsukishiro Mana (trò chơi), Sakata Kayo (anime)
Akira là bạn cùng lớp năng nổ của Haruka với tính cách ngây thơ, vô tư nhưng đó chỉ là vẻ bề ngoài. Sự nhiệt tình của cô nàng dễ lan tỏa tới những người xung quanh. Cô mồ côi khi còn bé và được người quản lý của ngôi đền thờ Thần đạo địa phương chăm sóc và nuôi nấng như cháu gái của ông ấy khi không có người thân xa nào sẵn sàng nhận nuôi. Mặc dù tuổi đời còn rất trẻ, Akira là miko và người gác miếu duy nhất kể từ khi ông nội nuôi của cô qua đời. Cô dành phần lớn thời gian để thuần thục các phong tục tập quán và truyền thống của làng, bao gồm cách thức cử hành nghi lễ và tổ chức lễ hội. Cô cũng dành rất nhiều thời gian của mình để giúp đỡ những người già trong làng, khiến tất cả mọi người yêu quý. Cô thực chất là con gái ngoài giá thú của cha Migiwa.
Migiwa Kazuha (渚 一葉)
Lồng tiếng bởi: Ono Ryōko (trò chơi (được ghi là "Gogyo Nazuna"), anime)
Bạn cùng lớp của Haruka, con gái xinh đẹp của một hào trưởng địa phương, Kazuha sống với cốt cách của một công chúa thời hiện đại. Có đầu óc nhạy bén và chú ý đến từng chi tiết do đặc thù công việc di chuyển liên tục và liên lạc đường dài của cha mẹ, cô đã học được từ khi còn nhỏ để cư xử có trách nhiệm, phù hợp với vị thế xã hội của mình. Tuy nhiên, Kazuha không cho rằng mình vượt trội so với người khác và không ngần ngại cho mượn bàn tay giúp đỡ mỗi khi được hỏi. Kazuha là một người chơi viola có kinh nghiệm, nhưng cô ấy tránh xa việc chơi trong các cuộc thi, chỉ thích chơi cho những người cô ấy quan tâm. Cô liên tục ủng hộ Akira và lo lắng cho Akira rất nhiều, điều này dẫn đến sự hiểu lầm là họ có mối quan hệ lãng mạn. Thực chất họ là chị em cùng cha khác mẹ và Kazuha coi Akira là chị gái. Sự quan tâm quá mức của Kazuha dành cho Akira bắt nguồn từ mong muốn bù đắp cho sự lãnh đạm của mẹ cô từ chối thừa nhận sự tồn tại của Akira và sự thờ ơ của cha cô đối với cô.

### Nhân vật phụ
Kuranaga Kozue (倉永 梢)
Lồng tiếng bởi: Haruna Yumi (trò chơi), Himekawa Airi (Haruka na Sora), Minegishi Yukari (anime)
Đại diện của lớp Haruka, Ryouhei, Kazuha và Akira, thường được đặt biệt danh là "lớp trưởng". Cô đã yêu Haruka ngay từ cái nhìn đầu tiên bởi vẻ bề ngoài hiền lành và ngoại hình của cậu ta, Kozue bị người khác xem là một người nhút nhát nhưng nghiêm túc. Cô cũng rất lịch sự và trái với vẻ ngoài nhút nhát, có trách nhiệm, cô còn có một chế độ "ảo tưởng" tượng tượng mình đang có mối quan hệ lãng mạn với Haruka do phải lòng cậu. Trong cốt truyện của Sora, cô là người bắt gặp cặp song sinh quan hệ tình dục và không thể chấp nhận mối quan hệ của họ nhiều nhất do tình cảm của cô với Haruka, vào cuối tập cuối, cô hỏi Nao rằng liệu yêu đương chỉ hoàn toàn dựa vào cảm xúc. Trong 'Haruka na Sora', cô là nhân vật chính trong tuyến của mình.
Ifukube Yahiro (伊福部 やひろ)
Lồng tiếng bởi: Tanaka Ryōko (trò chơi (được ghi là "Isshiki Hikaru"), anime)
Người bạn thân nhất với Motoka Nogisaka và chủ sở hữu của một cửa hàng kẹo thuộc sở hữu của gia đình, Yahiro có vẻ ngoài thô lỗ chỉ thích dành thời gian để ngủ và uống rượu. Trên thực tế, phong cách xấu tính và móc mỉa của cô che giấu tính cách thực sự của Yahiro: một người phụ nữ có quá khứ tràn ngập những giấc mơ đã mất, những lời hứa bị lãng quên và những mối tình lãng mạn. Cô là người giám hộ không chính thức của Akira kể từ khi ông nội nuôi của Akira qua đời và không ai trong số những người thân của ông sẵn sàng chăm sóc Akira. Trong nỗ lực tìm hiểu những bí mật mà cô cảm nhận được từ Akira và Kazuha, Haruka thuyết phục Yahiro giải thích, tất nhiên là không nhân vật nào khác biết, rằng cha của Akira đã hỗ trợ tài chính cho cô cùng với số tiền cô dành dụm được khi làm việc trong thành phố cùng với thu nhập ít ỏi từ cửa hàng kẹo để chi trả học phí cho Akira cùng với nhu cầu thiết yếu khác. Trong 'Haruka na Sora', cô ấy thể hiện một tính cách "tsundere" điển hình trong tuyến của mình.
Nogisaka Motoka (乃木坂 初佳)
Lồng tiếng bởi: Okajima Tae (trò chơi (được ghi là "Tono Soyogi"), anime)
Motoka đang làm giúp việc trong gia đình Migiwa, tốt nghiệp cao đẳng hai năm trước. Mặc dù không phải là mẫu hầu gái lý tưởng nhưng lòng trắc ẩn ấm áp và vẻ ngoài quyến rũ của cô đã bù đắp những thiếu sót này. Cô là bạn thân nhất của Ifukube Yahiro, một người nghiện rượu nặng khét tiếng, khiến cho tửu lượng của cô thực sự là thảm họa, cô đặc biệt thích mùi vị của rượu sake. Cô là nhân vật chính trong omake của anime với mục đích chính là làm nguội drama, ở tập omake gần cuối cô phải lòng Haruka mặc dù cậu ta trẻ hơn cô rất nhiều.
Nakazato Ryōhei (中里 亮平)
Lồng tiếng bởi: Ushirono Sai (trò chơi), Nakakuni Takurou (anime)
Bạn cùng lớp của Haruka. Mặc cho những sai lầm nghiêm trọng và hành vi quái đản của mình, Ryouhei là kiểu người mà bạn luôn có thể tin tưởng, mặc dù là một thằng ngốc tự thú. Vô tư và tự phát, anh tự coi mình là người đàn ông tuyệt vời, tán gái rất máy móc theo sách vở mỗi khi có một khuôn mặt xinh đẹp đến gần. Tuy nhiên, trong những lúc cần thiết, Ryouhei có thể đưa ra lời khuyên sâu sắc, với một con mắt thấu hiểu gốc rễ của một vấn đề. Một kẻ luôn thành công trong việc giúp người khác nhưng luôn thất bại cho câu chuyện của chính mình.

## Phát triển

### Nhân sự
- Minh họa bởi: Hashimoto Takashi, Suzuhira Hiro.
- Kịch bản bởi: Tachikaze Yukiji, Asakura Seiri.
- Âm nhạc bởi: Manack.

### Lịch sử phát hành
Trò chơi ban đầu được phát hành cho Windows vào ngày 5 tháng 12 năm 2008. Đĩa tiếp theo / đĩa có tên Haruka na Sora được phát hành sau đó vào ngày 24 tháng 10 năm 2009, bao gồm các kịch bản đầy đủ cho Kozue và Yahiro, một bản mở rộng cho câu chuyện của Sora từ trò chơi gốc và có sự bổ sung.

## Chuyển thể

### Anime
Yosuga no Sora đã được chuyển thể thành một bộ anime dài 12 tập bắt đầu phát sóng vào ngày 4 tháng 10 năm 2010. Mỗi tập bao gồm một phân đoạn dài 22 phút và phân đoạn omake dài 3 phút. Cốt truyện chính của anime được trình bày dưới dạng phân nhánh nhiều vòng cung, kể độc lập những câu chuyện về Kazuha, Akira, Nao và Sora trong khi chia sẻ một số tập chung. Tiêu đề của mỗi tập kết hợp tên của các nhân vật mà nó quan tâm. Phân khúc bổ sung tập trung vào câu chuyện của Motoka, dựa nhiều hơn vào các thiết kế nhân vật hài hước và chibi hóa. Mỗi phân đoạn có credit riêng trong mỗi tập. Chủ đề mở đầu của anime là "Hiyoku no Hane" - (比翼 の 羽) bởi eufonius, và chủ đề kết thúc là "Tsunagukizuna" - (ナ グ キ ズ) bởi Nekocan feat. Junca Amaoto và "Pinky Jones" - (ピ ン キ ー ズ) bởi Momoiro Clover.
Tập đầu tiên của sê-ri đã được King Records phát hành cho các định dạng Đĩa DVD và Blu-ray vào ngày 22 tháng 12 năm 2010 và tập thứ tư cuối cùng được phát hành vào ngày 26 tháng 3 năm 2011, với Đĩa Blu-ray phiên bản giới hạn, bao gồm cả đĩa nhồi dây đeo đồ chơi của Kasugano Sora.
Bộ phim được công chiếu trên Toku ở Hoa Kỳ vào ngày 31 tháng 12 năm 2015.

#### Bố cục tập
|        |        |        |        |        |        |       |       |       |       |       |       |       |       | ep. 1 |  |  |  |  |  |       |       |       |       |       |       |       |       |        |        |        |        |        |        |  |  |  |  |  |  |  |  |  |  |  |  |  |  |  |  |  |  |  |  |  |  |  |  |  |  |
|        |        |        |        |        |        |       |       |       |       |       |       |       |       |       |  |  |  |  |  |       |       |       |       |       |       |       |       |        |        |        |        |        |        |  |  |  |  |  |  |  |  |  |  |  |  |  |  |  |  |  |  |  |  |  |  |  |  |  |  |
|        |        |        |        |        |        |       |       |       |       |       |       |       |       |       |  |  |  |  |  |       |       |       |       |       |       |       |       |        |        |        |        |        |        |  |  |  |  |  |  |  |  |  |  |  |  |  |  |  |  |  |  |  |  |  |  |  |  |  |  |
|        |        |        |        | ep. 2  | ep. 2  | ep. 2 | ep. 2 | ep. 2 | ep. 2 |       |       |       |       |       |  |  |  |  |  |       |       |       |       | ep. 7 | ep. 7 | ep. 7 | ep. 7 | ep. 7  | ep. 7  |        |        |        |        |  |  |  |  |  |  |  |  |  |  |  |  |  |  |  |  |  |  |  |  |  |  |  |  |  |  |
|        |        |        |        | ep. 2  | ep. 2  | ep. 2 | ep. 2 | ep. 2 | ep. 2 |       |       |       |       |       |  |  |  |  |  |       |       |       |       | ep. 7 | ep. 7 | ep. 7 | ep. 7 | ep. 7  | ep. 7  |        |        |        |        |  |  |  |  |  |  |  |  |  |  |  |  |  |  |  |  |  |  |  |  |  |  |  |  |  |  |
|        |        |        |        |        |        |       |       |       |       |       |       |       |       |       |  |  |  |  |  |       |       |       |       |       |       |       |       |        |        |        |        |        |        |  |  |  |  |  |  |  |  |  |  |  |  |  |  |  |  |  |  |  |  |  |  |  |  |  |  |
| ep. 3  | ep. 3  | ep. 3  | ep. 3  | ep. 3  | ep. 3  |       |       | ep. 5 | ep. 5 | ep. 5 | ep. 5 | ep. 5 | ep. 5 |       |  |  |  |  |  | ep. 8 | ep. 8 | ep. 8 | ep. 8 | ep. 8 | ep. 8 |       |       | ep. 10 | ep. 10 | ep. 10 | ep. 10 | ep. 10 | ep. 10 |  |  |  |  |  |  |  |  |  |  |  |  |  |  |  |  |  |  |  |  |  |  |  |  |  |  |
| ep. 3  | ep. 3  | ep. 3  | ep. 3  | ep. 3  | ep. 3  |       |       | ep. 5 | ep. 5 | ep. 5 | ep. 5 | ep. 5 | ep. 5 |       |  |  |  |  |  | ep. 8 | ep. 8 | ep. 8 | ep. 8 | ep. 8 | ep. 8 |       |       | ep. 10 | ep. 10 | ep. 10 | ep. 10 | ep. 10 | ep. 10 |  |  |  |  |  |  |  |  |  |  |  |  |  |  |  |  |  |  |  |  |  |  |  |  |  |  |
| ep. 4  | ep. 4  | ep. 4  | ep. 4  | ep. 4  | ep. 4  |       |       | ep. 6 | ep. 6 | ep. 6 | ep. 6 | ep. 6 | ep. 6 |       |  |  |  |  |  | ep. 9 | ep. 9 | ep. 9 | ep. 9 | ep. 9 | ep. 9 |       |       | ep. 11 | ep. 11 | ep. 11 | ep. 11 | ep. 11 | ep. 11 |  |  |  |  |  |  |  |  |  |  |  |  |  |  |  |  |  |  |  |  |  |  |  |  |  |  |
| ep. 4  | ep. 4  | ep. 4  | ep. 4  | ep. 4  | ep. 4  |       |       | ep. 6 | ep. 6 | ep. 6 | ep. 6 | ep. 6 | ep. 6 |       |  |  |  |  |  | ep. 9 | ep. 9 | ep. 9 | ep. 9 | ep. 9 | ep. 9 |       |       | ep. 11 | ep. 11 | ep. 11 | ep. 11 | ep. 11 | ep. 11 |  |  |  |  |  |  |  |  |  |  |  |  |  |  |  |  |  |  |  |  |  |  |  |  |  |  |
|        |        |        |        |        |        |       |       |       |       |       |       |       |       |       |  |  |  |  |  |       |       |       |       |       |       |       |       | ep. 12 |        |        |        |        |        |  |  |  |  |  |  |  |  |  |  |  |  |  |  |  |  |  |  |  |  |  |  |  |  |  |  |
|        |        |        |        |        |        |       |       |       |       |       |       |       |       |       |  |  |  |  |  |       |       |       |       |       |       |       |       |        |        |        |        |        |        |  |  |  |  |  |  |  |  |  |  |  |  |  |  |  |  |  |  |  |  |  |  |  |  |  |  |
| Kazuha | Kazuha | Kazuha | Kazuha | Kazuha | Kazuha |       |       | Akira | Akira | Akira | Akira | Akira | Akira |       |  |  |  |  |  | Nao   | Nao   | Nao   | Nao   | Nao   | Nao   |       |       | Sora   | Sora   | Sora   | Sora   | Sora   | Sora   |  |  |  |  |  |  |  |  |  |  |  |  |  |  |  |  |  |  |  |  |  |  |  |  |  |  |

### Manga
Yosuga no Sora đã được chuyển thể thành truyện tranh cùng tên, được xuất bản kể từ số tháng 5 của tạp chí Comp Ace của Kadokawa Shoten.

### Âm nhạc
OST cho trò chơi gốc, với âm nhạc được sáng tác bởi Manack, được Sphere phát hành vào ngày 27 tháng 2 năm 2009.
Bản OST cho chuyển thể anime, với âm nhạc được sáng tác bởi Miwa Manabu (Manack) và Bruno Wen-li, bao gồm cả các tác phẩm mới và các phiên bản mới được sắp xếp của các bản nhạc từ trò chơi gốc. Nó được phát hành trên hai đĩa CD, phụ đề "Arrange" và "New", đi kèm với bản phát hành Đĩa Blu-ray Nhật Bản của anime với tập 1 và 3 tương ứng.
Tính đến ngày 31 tháng 7 năm 2016, có 9 Bản phát hành âm nhạc (Nhóm): 3 liên kết với tiểu thuyết trực quan gốc "Yosuga no Sora", 1 liên kết với Fan Disc "Haruka na Sora" và 5 liên kết với chuyển thể anime của nó. Một số tiêu đề không nhất quán giữa các quan chức, nhà bán lẻ và cơ sở dữ liệu, do đó, các tiêu đề được chuẩn hóa của chúng được cung cấp theo hướng dẫn về phong cách từ MusicBrainz.
| Tựa đề                             | Liên kết               | Phân loại                              |
| ---------------------------------- | ---------------------- | -------------------------------------- |
| "ヨスガノソラ: Image"              | Yosuga no Sora         | (Độc quyền) phiên bản giới hạn bổ sung |
| "ヨスガノソラ"                     | Yosuga no Sora         | Album thương mại                       |
| "ヨスガノソラ: Maxi-Single"        | Yosuga no Sora         | Album thương mại                       |
| "ハルカナソラ: キャラクターソング" | Haruka na Sora         | (Độc quyền) phiên bản giới hạn bổ sung |
| "比翼の羽根"                       | Yosuga no Sora (anime) | Album thương mại                       |
| "ツナグキズナ"                     | Yosuga no Sora (anime) | Album thương mại                       |
| "ピンキージョーンズ"               | Yosuga no Sora (anime) | Album thương mại                       |
| "ヨスガノソラ: New"                | Yosuga no Sora (anime) | Blu-ray bổ sung                        |
| "ヨスガノソラ: Arrange"            | Yosuga no Sora (anime) | Blu-ray bổ sung                        |